# Taiwanese rattenslang
De Taiwanese rattenslang (Elaphe taeniura) is een niet-giftige wurgslang uit de familie toornslangachtigen en de onderfamilie Colubrinae.

## Naam en indeling
De wetenschappelijke naam van de soort werd voor het eerst voorgesteld door Edward Drinker Cope in 1861. Oorspronkelijk werd de wetenschappelijke naam Elaphe taeniurus gebruikt. De slang werd eerder tot andere geslachten gerekend, zoals Elaphis, Coluber en Orthriophis.

## Verspreiding en habitat
De habitat bestaat uit vochtige tropische en subtropische bossen, zowel in laaglanden als in bergstreken. De Taiwanese rattenslang komt voor in delen van Azië en leeft in de landen India, Bhutan, Myanmar, Thailand, Laos, Cambodja, Vietnam, Korea, Maleisië, China, Taiwan, Indonesië en Japan. Soms worden ze ook in grotten gevonden. De soort is aangetroffen van zeeniveau tot op een hoogte van ongeveer 2000 meter boven zeeniveau.
In Nederland en België zijn al meerdere keren vrije rattenslangen gespot, waarschijnlijk uit gevangenschap ontsnapte exemplaren. Omdat er ook al jonge slangen aangetroffen zijn, is het mogelijk dat de slangen de winters kunnen overleven. In het Belgische Kuringen werden in 2016 eieren van de soort gevonden. Vermoed wordt dat de populatie nog zal groeien.

## Uiterlijke kenmerken
De Taiwanese rattenslang is een slangensoort met een goudbruine, gele kleur. Een patroon van zwarte vlekken ligt hier over heen. Op het laatste deel van het lichaam zijn twee zwarte en één gele streep te zien. Het hoofd is lichtgrijs met blauw, ook de tong heeft een blauwe kleur. De gemiddelde lengte ligt tussen de 1,2 en de 1,8 meter. Er is een record van 2,4 meter op dit moment.

## Levenswijze
De Taiwanese rattenslang is zowel overdag als 's nacht actief en jaagt vooral op vogels. Op vleermuizen wordt ook gejaagd wanneer ze in de buurt van een grot te vinden zijn. Het is een rustig dier dat niet snel zal bijten, maar tijdens gevaar zullen ze dit wel doen.
De vrouwtjes zetten eieren af en produceren vijf tot veertien eieren per legsel.

## In gevangenschap
Deze slangensoort wordt erg vaak in gevangenschap gehouden, zowel door dierentuinen als particulieren. Ze zijn vrij gemakkelijk en redelijk zachtaardig waardoor ze erg populair zijn geworden. De Taiwanese rattenslang heeft een ruim terrarium nodig met een warmtelamp voor de juiste temperatuur.

### Ondersoorten

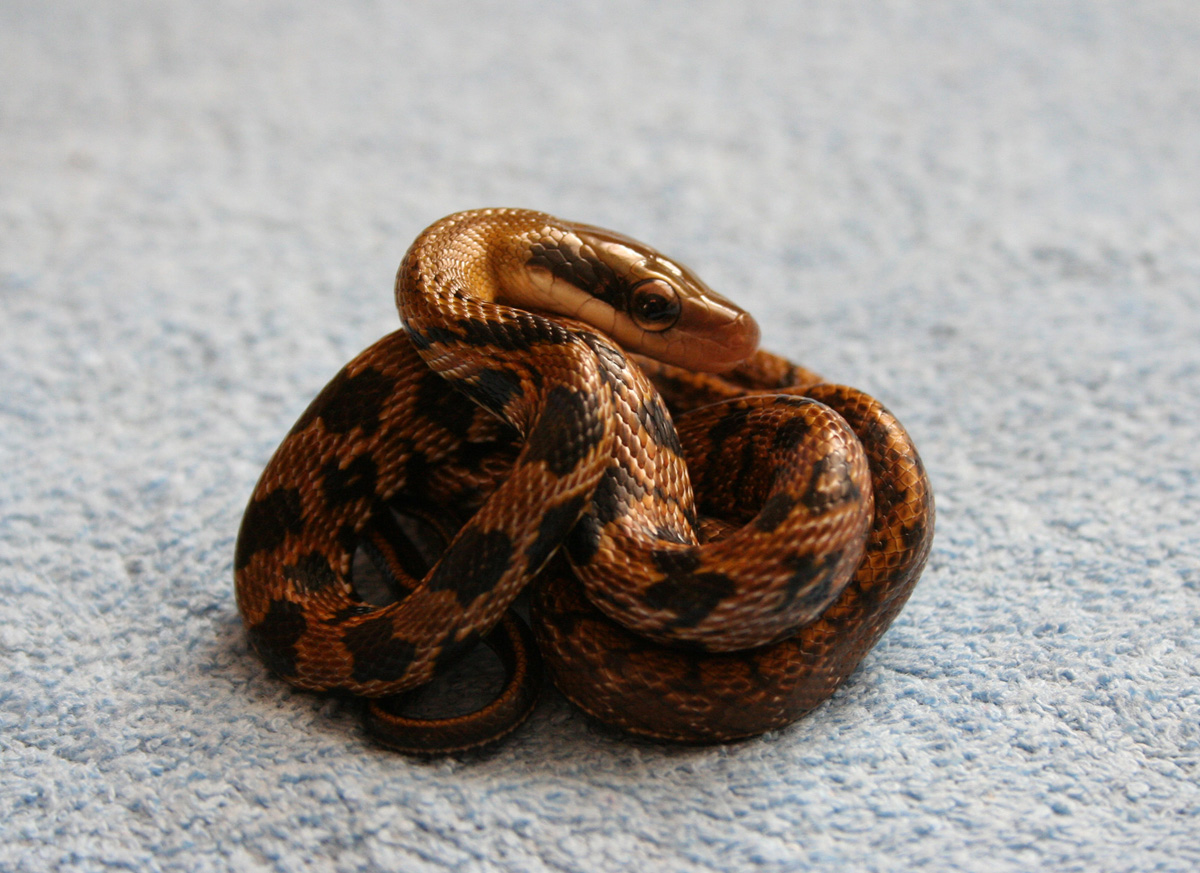
Een juveniel exemplaar.

De soort wordt verdeeld in negen ondersoorten die onderstaand zijn weergegeven, met de auteur en het verspreidingsgebied.
| Naam                          | Auteur         | Verspreidingsgebied                            |
| ----------------------------- | -------------- | ---------------------------------------------- |
| Elaphe taeniura callicyanous  | Schultz, 2010  | Myanmar, Thailand                              |
| Elaphe taeniura friesi        | Werner, 1927   | Taiwan                                         |
| Elaphe taeniura grabowskyi    | Fischer, 1885  | Indonesië                                      |
| Elaphe taeniura helfenbergeri | Schulz, 2010   | Myanmar, Thailand                              |
| Elaphe taeniura mocquardi     | Schultz, 1996  | China, Vietnam                                 |
| Elaphe taeniura ridleyi       | Butler, 1899   | Maleisië, Thailand                             |
| Elaphe taeniura schmackeri    | Boettger, 1895 | Japan                                          |
| Elaphe taeniura taeniura      | Cope, 1861     | China                                          |
| Elaphe taeniura yunnanensis   | Anderson, 1879 | India, Laos, Myanmar, China, Thailand, Vietnam |